# リディア・ラビノヴィッチ＝ケンプナー

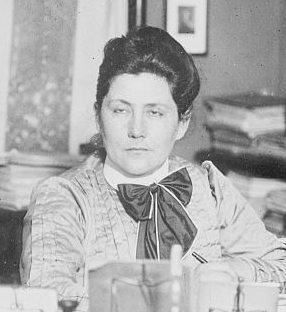
Lydia Rabinowitsch-Kempner

リディア・ラビノヴィッチ＝ケンプナー（Lydia Rabinowitsch-Kempner、1871年8月22日 - 1935年8月3日）は、ロシア（リトアニア）生まれのドイツの細菌学者である。

## 略歴
現在のリトアニアのカウナス（旧称 Kovno）の醸造所オーナーの娘に生まれた。ユダヤ系。父親は早世したが裕福な家庭で、ラビノヴィッチは地元の女学校を卒業した後、当時のロシアでは女性は高等教育を受けられなかったので、スイスのチューリッヒやベルン大学で学び、1894年に博士号をえた。大学を卒業後、ベルリンのプロシア王立伝染病研究所のロベルト・コッホのもとで、研究所唯一の女性研究者として無償の助手の立場で研究した。男性中心のドイツの科学界では、ラビノヴィッチには研究のための部屋も与えられなかった。アメリカ合衆国のフィラデルフィアに渡り、ペンシルベニア女子医科大学の講師となり三年間、教えた後、微生物学の専門研究者となり、1898年に微生物学の教授となった。休暇の間にはベルリンに戻り、ヴァルター・ケンプナーと出会い、コッホ研究所で共同研究を続けることに決め、2人は1898年に結婚した。1903年に病理学研究所に移り、そこで16年間研究した。結核菌の専門家として評価を高め、結核の専門誌 Zeitschrift für Tuberkuloseを創刊した。第一次世界大戦中はドイツ軍の軍医総監のコンサルタントを務めた。1920年に夫が喉頭結核で死亡したが、この年、モアビット市民病院の細菌研究所の所長としてはじめて、適切な報酬を得られる職を得た。
1930年代にナチスの台頭によって、1934年に引退を余儀なくされ、Zeitschrift für Tuberkuloseの仕事もやめた。子供たち（有名な法律家となったロベルト・ケンプナーがいる）をアメリカに移民させたが、ラビノヴィッチはベルリンに留まり、1935年に没した。